# Cadena comercial

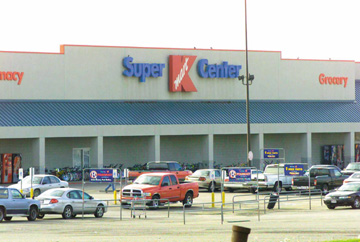
Un negocio de la cadena de comercios Kmart

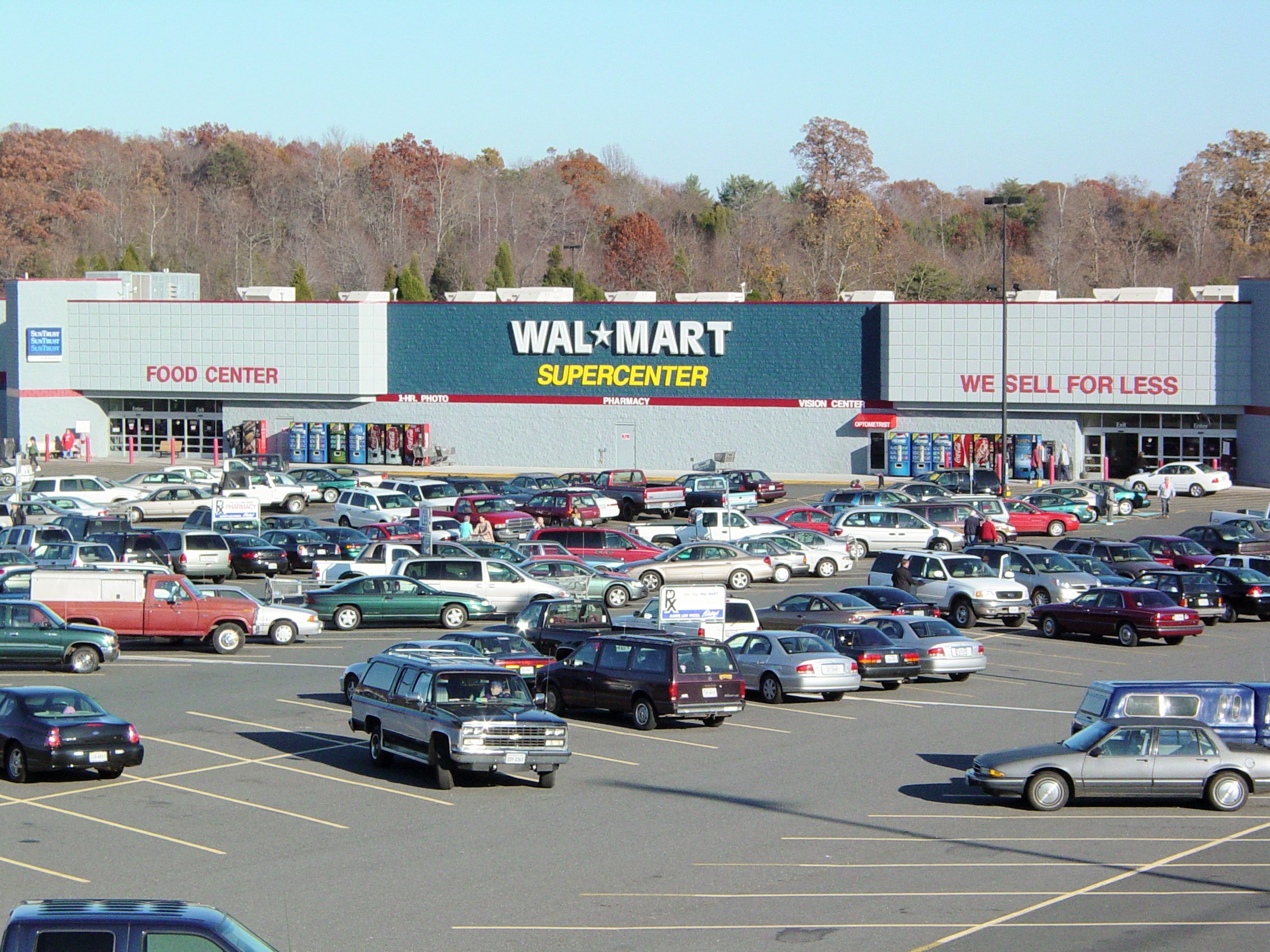
Un negocio de la cadena de comercios Walmart.

Se denomina cadena comercial a los negocios o tiendas que comparten una misma marca y una gestión centralizada, y por lo general posee un sistema de métodos y prácticas comerciales estandarizados.
En numerosas categorías tales como la venta de ropa, comida y servicios, las cadenas comerciales han alcanzado tal preeminencia que dominan o controlan su segmento o categoría comercial. En un establecimiento de reventa por franquicia es un tipo de cadena comercial. En el año 2004, la mayor cadena comercial del mundo, Wal-Mart, pasó a ser la corporación más grande del mundo dependiente de ventas al menudeo.